# Oswulf (Northumbria)
Oswulf (auch Osulf, Osulfus, Osuulf, Osuulfus; † 24. oder 25. Juli 759 in Market Weighton) war von 758 bis 759 König des angelsächsischen Königreiches Northumbria.

## Leben

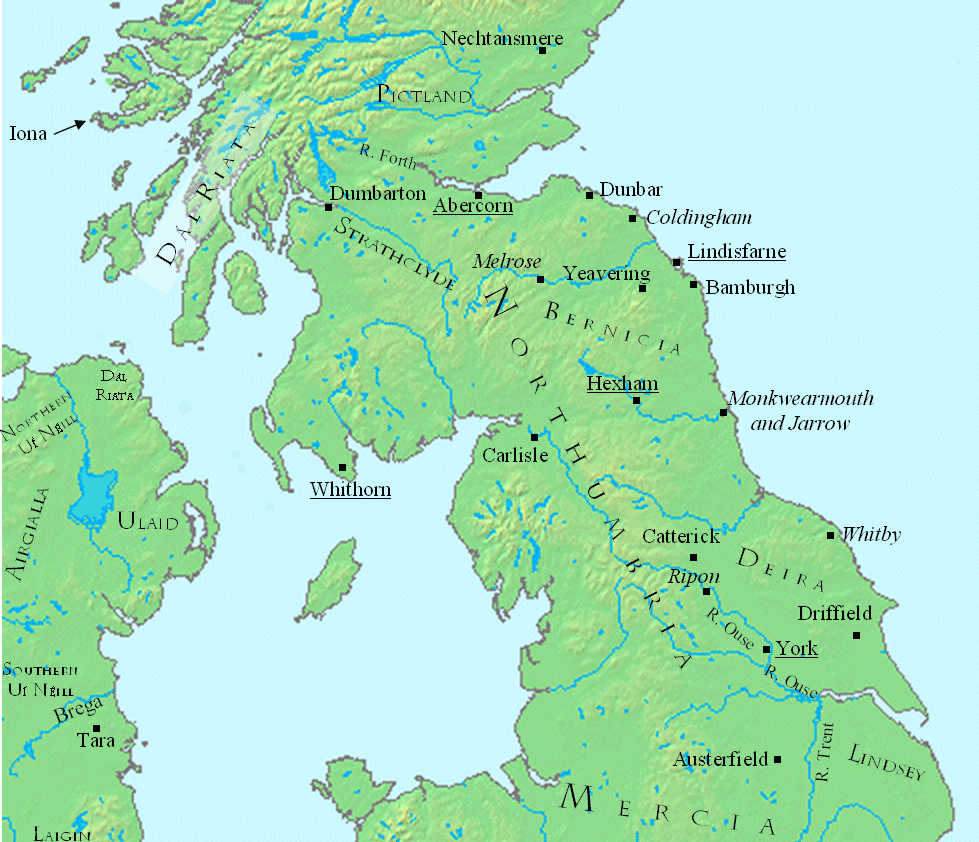
Northumbria zur Zeit Oswulfs

Oswulf war der Sohn des Königs Eadberht; seine Mutter ist unbekannt. Sein Onkel Egbert (732–766) war Bischof und seit 735 Erzbischof von York. Der spätere König Ælfwald I. (778–788) war wahrscheinlich ein Sohn Oswulfs. Unter Historikern ist es strittig ob Osgifu, die spätere Frau des Königs Ealchred (765–774), seine Schwester oder Tochter war. Er bestieg den Thron, als sein Vater Eadberht im Jahr 758 zu seinen Gunsten abdankte, um sich als Mönch ins Kloster von York zurückzuziehen. Es ist davon auszugehen, dass es ein Übereinkommen zwischen seinem Vater und dessen Bruder Erzbischof Egbert von York gab, wonach Letzterer die Beratung des neuen Königs übernehmen und Oswulfs Herrschaft festigen und sichern sollte.
Doch schon am 24. oder 25. Juli 759 wurde der König von Mitgliedern seines Haushaltes in Methel Wonghtun (Market Weighton) ermordet. Wer hinter dem Mordanschlag steckte wurde nicht überliefert, doch ging das Komplott vermutlich von Æthelwald Moll, dem unmittelbaren Nachfolger Oswulfs, aus, der möglicherweise bereits in die Abdankung Eadberhts involviert war.